# Buenos Aires Challenger 1980
Il Buenos Aires Challenger 1980 è stato un torneo di tennis facente parte della categoria ATP Challenger Series nell'ambito dell'ATP Challenger Series 1980. Il torneo si è giocato a Buenos Aires in Argentina dal 1 al 7 dicembre 1980 su campi in terra rossa.

## Vincitori

### Singolare
Eduardo Bengoechea ha battuto in finale  Carlos Castellan con il punteggio di 7–6, 6–2

### Doppio
Ricardo Cano /  Roberto Carruthers hanno battuto in finale  Carlos Gattiker /  Alejandro Gattiker con il punteggio di 6–2, 6–4